# Revolutionära socialistiska partiet
Revolutionära socialistiska partiet, RSP, historiskt svenskt politiskt parti. Partiet bildades efter en mindre utbrytning ur Vänstersocialistiska Partiet 1945. Gruppen kom först att kallas Oberoende Arbetarpartiet, vilken senare utvecklades i trotskistisk riktning och anslöt sig till Fjärde Internationalen 1949. I samband med det bytte man också namn till Revolutionära Socialister och året efter till Revolutionära Socialistiska Partiet.
RSP var den första trotskistiska organisationen i Sverige, men bestod bara en kort period. Bland framgångarna kan nämnas kommunalvalet i Stockholm 1950 då partiet fick 1900 röster, vilket dock inte räckte till några mandat. 1953 eller 1954 lades partiet ned. Det dröjde sedan ända till 1969 då trotskister återigen organiserade sig i Sverige, i organisationen Revolutionära Marxister (nuvarande Socialistiska Partiet).
Strax innan RSP lades ner hade Fjärde Internationalen beordrat medlemmarna att bedriva entrism i socialdemokratiska partiet.
Bland RSP:s ledare fanns Evald Höglund och Gottfrid Nyberg. RSP publicerade två nummer av tidningen Internationalen.